# Henrique Luís Feijó da Costa
Henrique Luís Feijó da Costa (Encarnação, Lisboa, 10 de outubro de 1842 — Encarnação, Lisboa, 12 de março de 1864), mais conhecido por Henrique Feijó da Costa, foi um escritor e publicista.

## Biografia
Nasceu em Lisboa, filho de José Luís da Costa e de sua esposa Maria do Carmo Feijó de Sousa e Mello, ambos naturais de Lisboa, ele da freguesia de Santa Maria dos Olivais e ela do Socorro, sendo ela viúva de Ricardo de Albuquerque Corte-Real. Era neto paterno de Luís Filipe da Costa e de sua esposa Maria de Jesus, naturais de Belas, materno do Desembargador e Bacharel Rafael José de Sousa Correia e Mello, Juiz de Fora de Mariana e de sua esposa Catarina Teresa Rita Feijó de Mello e Albuquerque, naturais, ele de São Pedro de Merelim e ela de Belém do Pará, e sobrinho de Diogo António Feijó, bispo de Mariana e também ele personagem grada do Império do Brasil.
Depois dos estudos primários e de alguns de ordem superior, dedicou-se à carreira literária, estreando-se com aplauso dos seus mestres e condiscípulos. Foi aluno distinto do Curso Superior de Letras. Ligado, por sua predileção às investigações artísticas e arqueológicas, ao Marquês de Sousa Holstein, vice inspetor da Real Academia das Belas Artes, neste estabelecimento o coadjuvava. Em 1862 foi encarregado de catalogar os desenhos ali existentes, descrevendo mais de 1200, coligindo ao mesmo tempo subsídios para as biografias de mais de 200 artistas. Em 1860 fundou um periódico mensal, a Chronica encyclopedica, de que vieram à luz poucos números.
Dedicou-se desde muito cedo à escrita e à colaboração com a imprensa. Foi ainda jovem acometido de uma tuberculose, e, desejando completar uma obra sobre pintores italianos, partiu para França e Itália à procura de uma cura. A obra que escreveu durante a permanência em Florença, que durou alguns meses, foi editada postumamente por iniciativa de sua mãe.
Regressou a Portugal a 12 de fevereiro de 1864, falecendo 1 mês, depois, a 12 de março, com apenas 21 anos, nos braços de sua mãe. Da sua biografia, escrita por Manuel Pinheiro Chagas, pode ler-se um trecho citado pelo Marquês de Sousa Holstein: - "Pela minha parte deploro com amargura a prematura morte de Henrique Feijó da Costa. Considerava-o um valente soldado n'esta cruzada que temos começado a favor das bellas artes, tão esquecidas, tão desprezadas entre nós. Perdi com elle um verdadeiro amigo, por quem me interessava como se fôra meu irmão; perdi um incansável cooperador (...)".
Henrique Feijó da Costa faleceu às 19 horas de 12 de março de 1864, na mesma casa onde nasceu, na Rua dos Calafates, número 119, freguesia da Encarnação, em Lisboa, vitimado pela tuberculose, doença de que há muito padecia. Encontra-se sepultado no Cemitério dos Prazeres, em jazigo de família.

## Obras publicadas
- Mysterios do mundo, ou A historia d'uma familia: comedia-drama em 2 actos. Lisboa, 1858;
- Descripção das armas reaes de Portugal : dos brazões das cidades e das principaes villas do Reino, e explicação das insignias d'algumas d'ellas. Lisboa, s/d;
- Um morgado : comédia n'um acto. Lisboa, 1862;
- Esboços biographicos dos principaes pintores italianos e rapida descripção artistica e historica dos quadros existentes nas galerias de Florença. Lisboa: Typographia Universal, 1866 (edição póstuma);
- Terra mater. Lisboa : A. Pereira, 1926 (edição póstuma).